# Nicolas Jacques Pelletier
Nicolas-Jacques Pelletier († 25. April 1792) war ein französischer Straßenräuber, bei dessen Hinrichtung erstmals eine Guillotine zur Anwendung kam.
Pelletier, ein justizbekannter Krimineller, war angeklagt, in der Nacht des 14. Oktober 1791 mit einem unbekannten Komplizen in der Pariser Rue Bourbon-Villeneuve, der heutigen Rue d’Aboukir, einen Passanten überfallen, ihm eine Brieftasche mit Wertpapieren geraubt und ihn mit Stockschlägen misshandelt zu haben. Das ihm zur Last gelegte Verbrechen war mithin ein Eigentumsdelikt, und nicht ein Mord oder eine Vergewaltigung, wie es in späterer Literatur zuweilen dargestellt wurde.
Durch Hilferufe alarmiert hatte die Stadtwache Pelletier noch am Tatort verhaften können. In dem nachfolgenden Prozess war sein Richter Jacob-Augustin Moreau, Bezirksrichter von Sens und Richter des zweiten Kriminalgerichts von Paris. Als Rechtsbeistand wurde dem Angeklagten Guyot de Sainte-Hélène zugeteilt, der jedoch trotz mehrmaliger Aufforderung der Gerichtsverhandlung fernblieb, und so auch der Verkündigung des Todesurteils, das am 31. Dezember 1791 vom zweiten Kriminalgericht bestätigt wurde. Am 24. Januar 1792 wurde das Todesurteil noch einmal in letzter Instanz durch das dritte provisorische Kriminalgericht bestätigt.
Die Hinrichtung verzögerte sich wegen der laufenden Debatte über die gesetzliche Exekutionsmethode, die durch Dekret der Nationalversammlung vom 23. bis 25. März 1792 schließlich zugunsten der Guillotine entschieden wurde. Am 25. April 1792 um 15:30 Uhr nachmittags wurde die Hinrichtung von dem Scharfrichter Charles Henri Sanson auf der Place de Grève öffentlich vollzogen. Die Chronique de Paris schrieb darüber am folgenden Tag:

„Gestern, um halb vier Uhr nachmittags, wurde zum ersten Mal die Maschine zum Einsatz gebracht, die dazu bestimmt ist, den zum Tode verurteilten Kriminellen den Kopf abzuschneiden. Der Hinzurichtende war ein gewisser Nicolas-Jacques Pelletier, von der Justiz mehrfach verurteilt und zuletzt überführt, eine Privatperson mit mehreren Stockhieben geschlagen und ihr eine Brieftasche gestohlen zu haben, in der sich Assignate im Gegenwert von 800 Livres und weitere Effekten befanden.
Die Neuartigkeit der Bestrafung hatte dazu geführt, daß die Menge derjenigen beträchtlich angeschwollen war, die ein barbarisches Mitleid zu solchen traurigen Schauspielen führt.
Diese Maschine ist den anderen Bestrafungsarten zu Recht vorgezogen worden: sie befleckt nicht die Hand des Menschen mit einem Mord an Seinesgleichen, und die Geschwindigkeit, mit der sie den Schuldigen trifft, entspricht eher dem Geist des Gesetzes, das oft streng sein kann, aber niemals grausam sein darf.“